# 白世卿
白世卿（1496年—？），字汝衡，號東川，陝西鞏昌府秦州（今甘肅天水縣）人，民籍，明朝政治人物。

## 生平
嘉靖四年（1525年）乙酉科陝西鄉試第五十八名。嘉靖八年（1529年）己丑科進士。同年授直隸丹徒縣知縣，歷芮城縣知縣。累官按察司僉事。

## 著作
- 《登岳》[5]

著屐登高地，詩人得共遊。
五更常見日，三伏早生秋。
雨向山腰起，泉當石眼流。
岳靈通變化，萬里走神州。

## 家族
曾祖白弘；祖父白文進，曾任壽官；父白杲，曾任縣主簿。母張氏；繼母馬氏。